# Live at the Hollywood Palladium, December 15, 1988
Live at the Hollywood Palladium, December 15, 1988 is een livealbum van de Rolling Stones-gitarist Keith Richards. Het werd opgenomen tijdens het concert in de Hollywood Palladium. In de Verenigde Staten werd het album in 1991 uitgegeven en in het Verenigd Koninkrijk in 1992.

## Tracklist
Alle nummers zijn geschreven door Keith Richards en Steve Jordan, tenzij anders aangegeven.
1. Take It So Hard – 4:27
2. How I Wish – 4:05
3. I Could Have Stood You Up – 4:30
4. Too Rude (Lydon Roberts, Sly Dunbar, Robbie Shakespeare) – 7:46
5. Make No Mistake – 6:30 (met Sarah Dash)
6. Time Is on My Side (Norman Meade) – 4:32 (met Sarah Dash)
7. Big Enough – 3:46
8. Whip It Up – 5:35
9. Locked Away – 5:49
10. Struggle – 4:35
11. Happy (Mick Jagger, Keith Richards) – 7:08
12. Connection (Mick Jagger, Keith Richards) – 2:33
13. Rockawhile – 6:16